# Mauricio Guillermo de Sajonia-Merseburgo
Mauricio Guillermo de Sajonia-Merseburgo (Merseburgo, 5 de febrero de 1688 - Merseburgo, 21 de abril de 1731) fue un duque de Sajonia-Merseburgo y un miembro de la Casa de Wettin.

## Biografía
Era el quinto hijo varón (aunque el segundo en sobrevivir a la infancia) del duque Cristián II de Sajonia-Merseburgo y de su esposa, Edmunda Dorotea de Sajonia-Zeitz.
Mauricio Guillermo sucedió a su hermano mayor, Cristián III Mauricio, duque de Sajonia-Merseburgo, cuando murió el 14 de noviembre de 1694 después de solo veinticinco días de reinado. Como solo tenía seis años de edad en ese momento, su madre, la duquesa viuda Edmunda Dorotea, actuó como regente hasta que alcanzó la mayoría de edad en 1712. Hasta entonces, la administración de ducado estuvo supervisada por el elector Federico Augusto I de Sajonia. La custodia del joven duque, en cualquier caso, estaba en realidad en manos de la duquesa viuda Edmunda Dorotea, quien tomó interés en el gobierno del ducado hasta 1709, y su tío, el duque Augusto de Sajonia-Merseburgo-Zörbig.
Siendo un entusiasta violinista, fue conocido como "Geigenherzog" (el duque violinista).

## Matrimonio y descendencia
En Idstein el 4 de noviembre de 1711, Mauricio Guillermo contrajo matrimonio con Enriqueta Carlota de Nassau-Idstein. Solo tuvieron una hija:
1. Federica Ulrica (n. y m. Merseburgo, 23 de junio de 1720).[nota 1]

Después de su muerte sin descendientes varones, fue sucedido por su tío, Enrique.